# Dumus areniferus
Dumus areniferus är en sjöpungsart som beskrevs av Brewin 1952. Dumus areniferus ingår i släktet Dumus och familjen Ritterellidae. Inga underarter finns listade i Catalogue of Life.